# The Ten Thousand Dollar Toe
The Ten Thousand Dollar Toe è un cortometraggio muto del 1913 diretto da Hardee Kirkland.

## Produzione
Il film fu prodotto dalla Selig Polyscope Company.

## Distribuzione
Distribuito dalla General Film Company, il film - un cortometraggio di 200 metri - uscì nelle sale cinematografiche USA il 20 agosto 1913. Nelle proiezioni, veniva programmato con il sistema dello split reel, accorpato in un'unica bobina con un altro cortometraggio prodotto dalla Selig, il documentario Scenes in Moroland.